# 吉田町 (新潟県)

三条・燕地域における平成の大合併。合併後の燕市役所は当町域に置かれている。

吉田町（よしだまち）は、新潟県西蒲原郡に存在した町。2006年3月20日、（旧）燕市、分水町と合併し燕市となり消滅した。
隣の燕と同様、金属加工が盛んな工業立町。越後線と弥彦線が交わる交通の要衝でもある。（旧）燕市への通勤率は14.1%・新潟市への通勤率は11.6%（いずれも平成17年国勢調査）。

## 地理
越後平野の中央部、下越地方南端に位置しており、町域には平坦地が広がる。近世には河川舟運により栄えた町であり、南北に流れる西川沿いに古くからの市街地が伸びる。
- 河川：西川

### 隣接していた自治体
- 新潟市
- 燕市
- 西蒲原郡：分水町、弥彦村

## 歴史

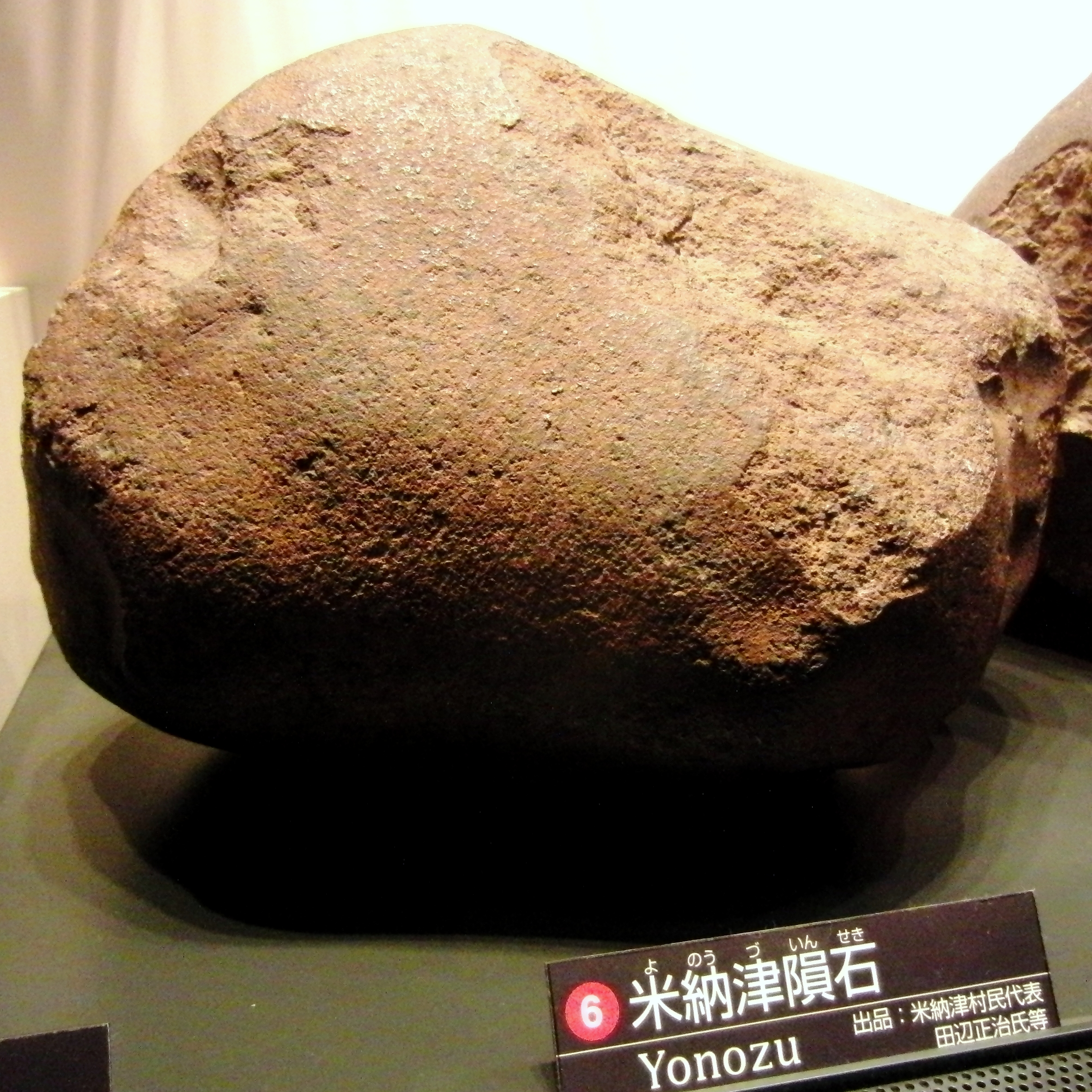
国立科学博物館に展示されている米納津隕石。

- 1837年（天保 8年）7月 - 米納津隕石が落下。
- 1962年（昭和37年）2月 - 町内で赤痢の集団発生。443人が真正赤痢、1784人が保菌者と確認された。原因は水道水源付近の汚物による汚染[4]。
- 1963年（昭和38年）1月 - 三八豪雪により積雪228 cmを観測[5]。

### 沿革
- 1889年（明治22年）4月1日 - 町村制施行に伴い西蒲原郡吉田村、松岡新田村、野沖村古新田、宮小路村、本所村が合併し、吉田村（よしだむら）が発足。
- 1901年（明治34年）11月1日 - 西蒲原郡太花野村（一部）、鴻ノ巣村（一部）と合併して、吉田村を新設。
- 1924年（大正13年）1月1日 - 町制施行し吉田町となる。
- 1951年（昭和26年）4月1日 - 西蒲原郡弥彦村の矢作、浜首地区を編入。
- 1954年（昭和29年）11月3日 - 西蒲原郡米納津村、粟生津村と合併し、吉田町を新設。
- 1957年（昭和32年）7月15日 - 西蒲原郡分水町の溝、溝古新を編入。
- 1958年（昭和33年）8月1日 - 燕市と境界の一部を変更。
- 1960年（昭和35年）4月1日 - 西蒲原郡岩室村の本町を編入。
- 1963年（昭和38年）
  - 4月1日 - 西蒲原郡巻町と境界の一部を変更。
  - 11月1日 - 西蒲原郡弥彦村と境界の一部を変更。
- 1964年（昭和39年）9月1日 - 西蒲原郡弥彦村と境界の一部を変更。
- 2006年（平成18年）3月20日 - 燕市、分水町と合併し燕市となり消滅した。

### 市町村合併
- 昭和の大合併期に、西蒲原郡弥彦村との合併を勧める県からの二度にわたる勧告が出されたが、弥彦村が拒否したため実現はされなかった[6]。
- 2006年3月20日、燕市、西蒲原郡分水町とともに、新設合併により、「燕市」となった。なお、合併後しばらくは市役所の中枢機能が吉田町役場の庁舎に置かれていたが、2013年（平成25年）、吉田町内に新しい本庁舎が完成した（詳細は燕市#市町村合併を参照）。

## 行政
- 町長：泉光一

## 経済

### 農業
稲作のほか、きゅうりやかきのもと（食用菊）の栽培が盛んである。

### 工業
1961年（昭和36年）に東栄町工業団地ができ、その後1971年（昭和46年）に工業立町を宣言。町内に工業団地の造成が進み、合併前時点では7つの工業団地が立地していた。

### 町内に拠点を置く主な企業
- 北越工業（建設機械メーカー）の本社工場所在地
- ツインバード工業の本社工場所在地
- きむら食品の本社工場所在地
- 日本酸素の工場所在地
- 松本機工の工場所在地

### 商業

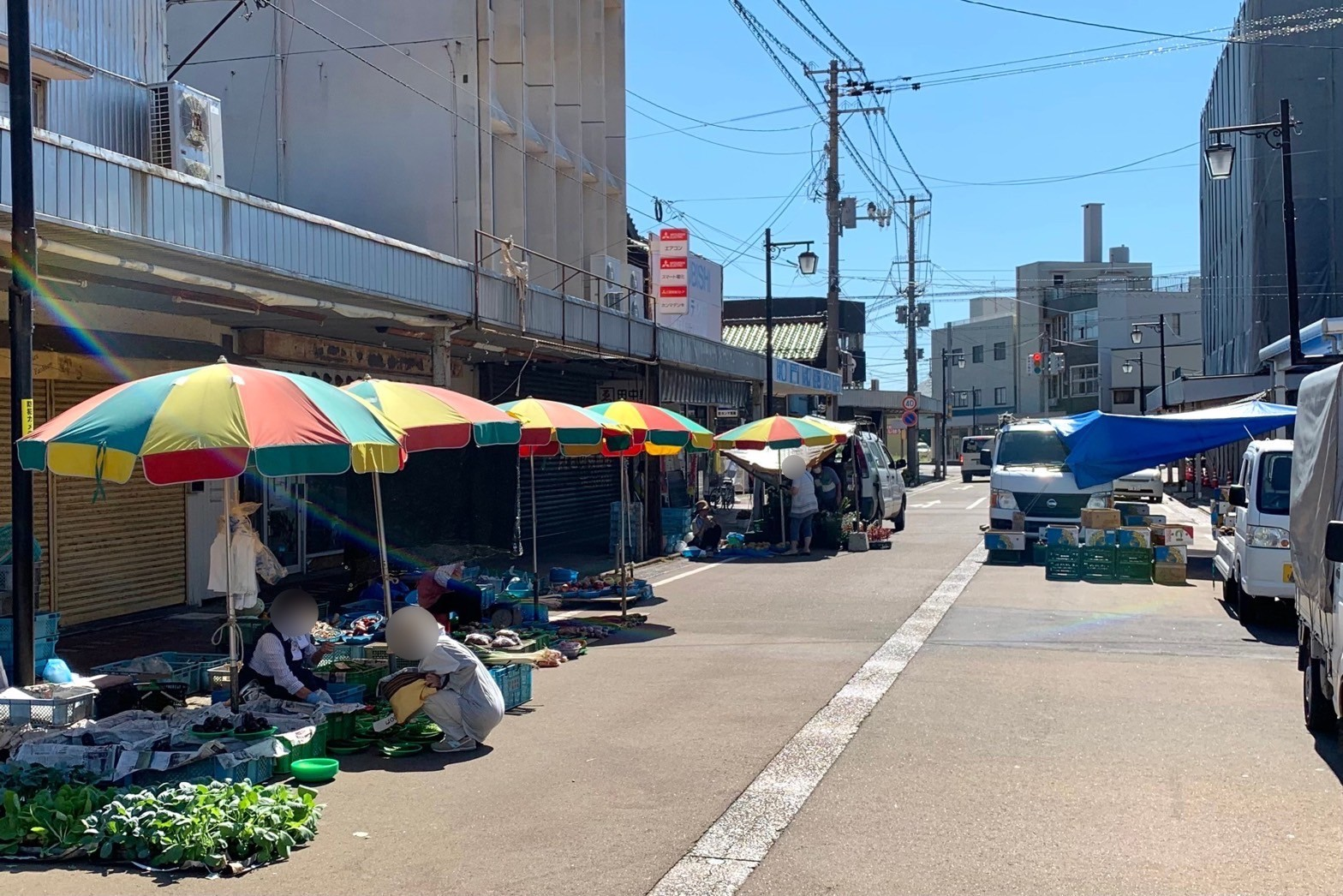
1・6の市 開催の様子（2021年9月）

旭町1丁目上町地内では、1・6のつく日に定期市が開催される。

## 交通

### 鉄道
- 東日本旅客鉄道（JR東日本）
  - 越後線
    - 粟生津駅 - 南吉田駅 - 吉田駅 - 北吉田駅

  - 弥彦線
    - 吉田駅

### 道路
- 高速道路
  - 町内に高速道路は走っていない。最寄りのICは北陸道巻潟東IC、三条燕ICなど。
- 国道
  - 国道116号
  - 国道289号
- 主要地方道
  - 新潟県道29号吉田弥彦線
  - 新潟県道44号新潟燕線
  - 新潟県道68号燕分水線

### バス
- 新潟交通グループによる一般路線バス[10]
- 町内巡回バス[11]

## 教育

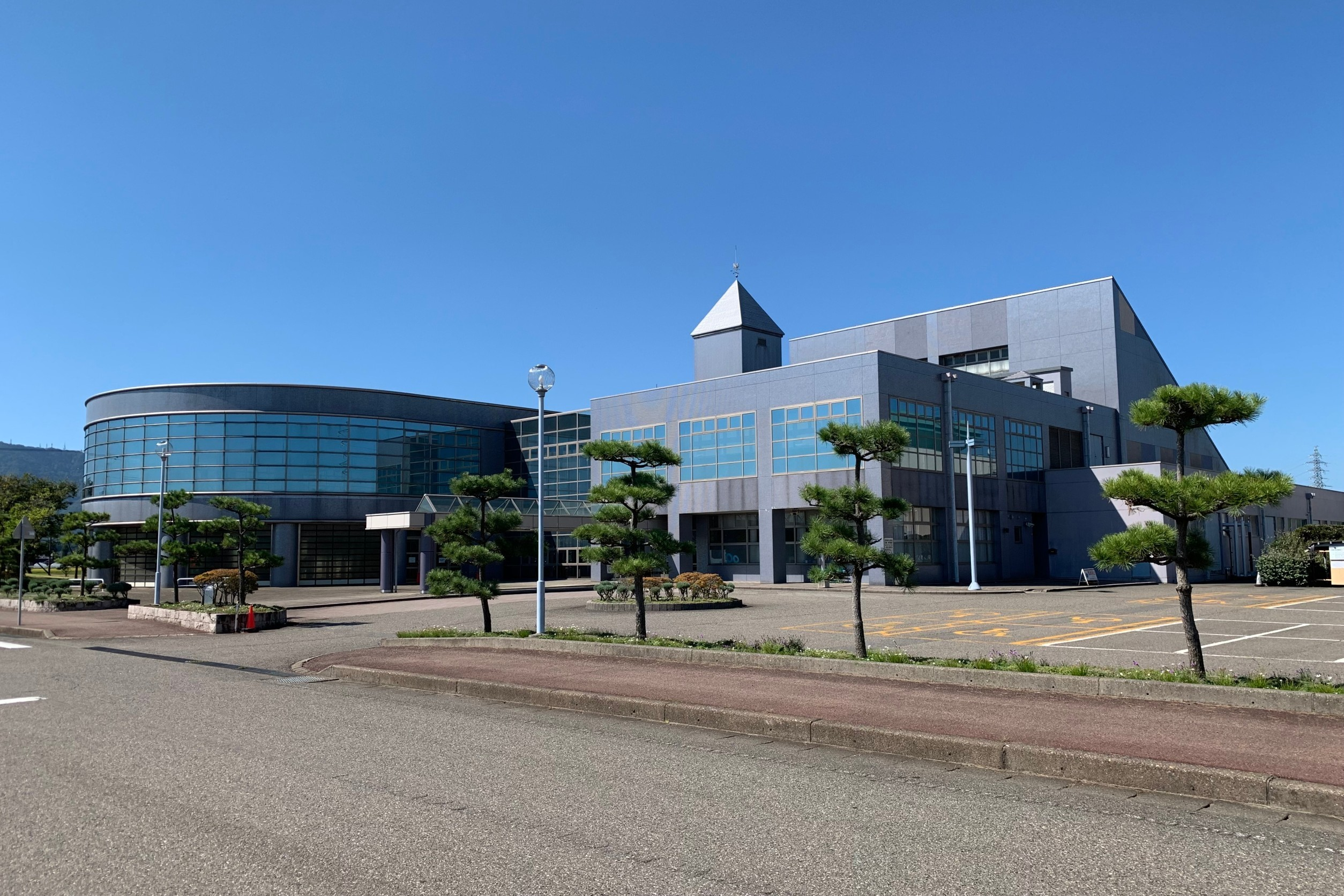
1994年竣工のビジョンよしだ（吉田トレーニングセンター）

### 高等学校
- 新潟県立吉田高等学校

### 中学校
- 吉田町立吉田中学校

### 小学校
- 吉田町立粟生津小学校
- 吉田町立吉田小学校
- 吉田町立吉田北小学校
- 吉田町立吉田南小学校

### 特別支援学校
- 新潟県立吉田養護学校（新潟県立吉田病院内）

## 名所・旧跡・観光スポット・祭事・催事
- 天満宮祭礼（毎年5月24・25日） - 草花と金魚の市で知られる[13]。
- 吉田まつり（7月下旬）[13]

## 出身有名人
- 西村智奈美（衆議院議員）
- 天野康博（競輪選手）
- 池田雄一（プロバスケットボール選手、新潟アルビレックスBB所属）
- 上杉香緒里（演歌歌手）
- 亀倉雄策（グラフィックデザイナー）
- キラー・カーン（元プロレスラー）
- 清水雅之（バレーボール選手）
- 鈴木虎雄（中国文学者)
- 魚喃キリコ（漫画家）
- 横山操（日本画家）
- 宇佐美彰朗（マラソン選手）